# Moselbahn

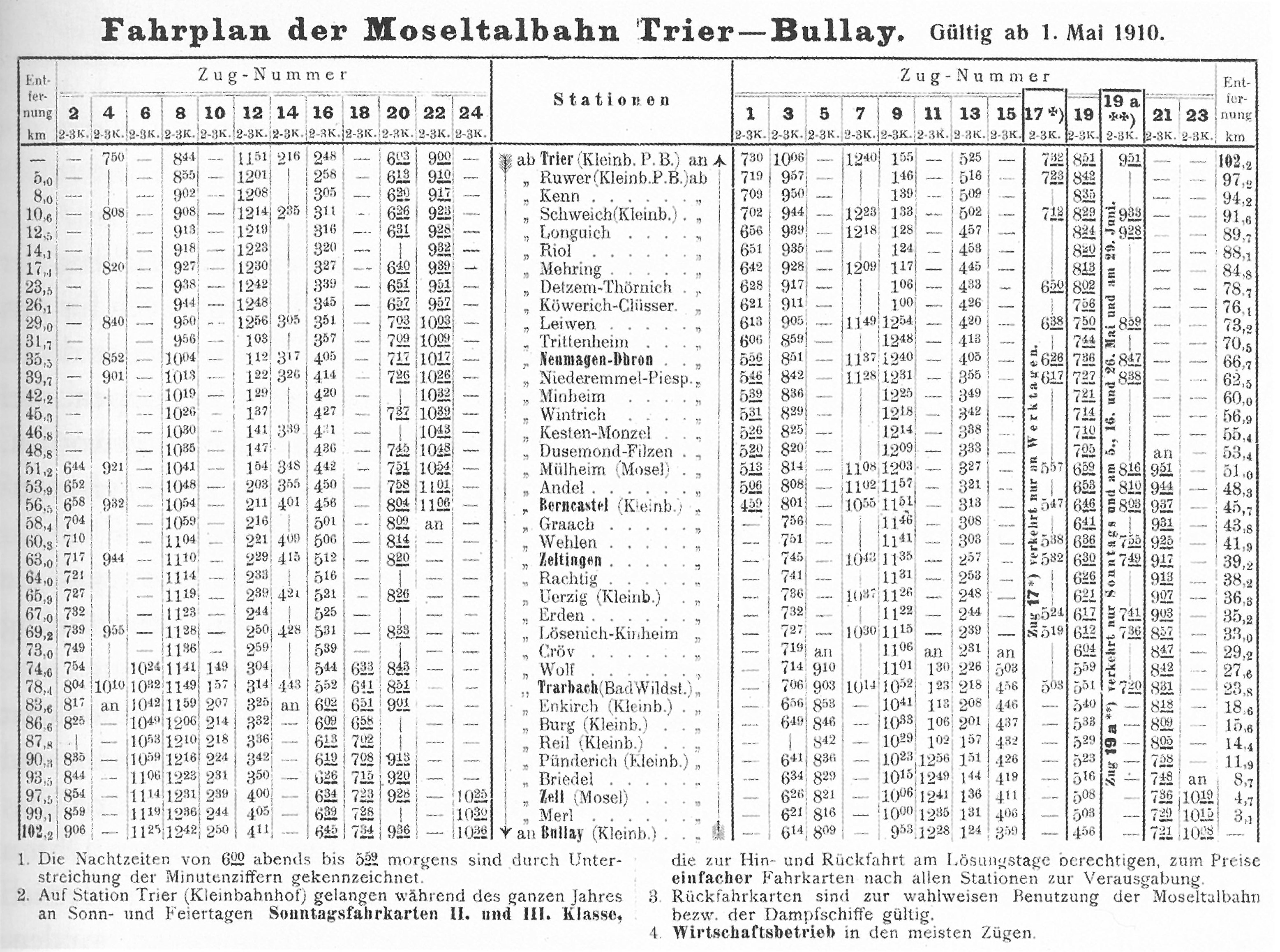
Fahrplan ab 1. Mai 1910

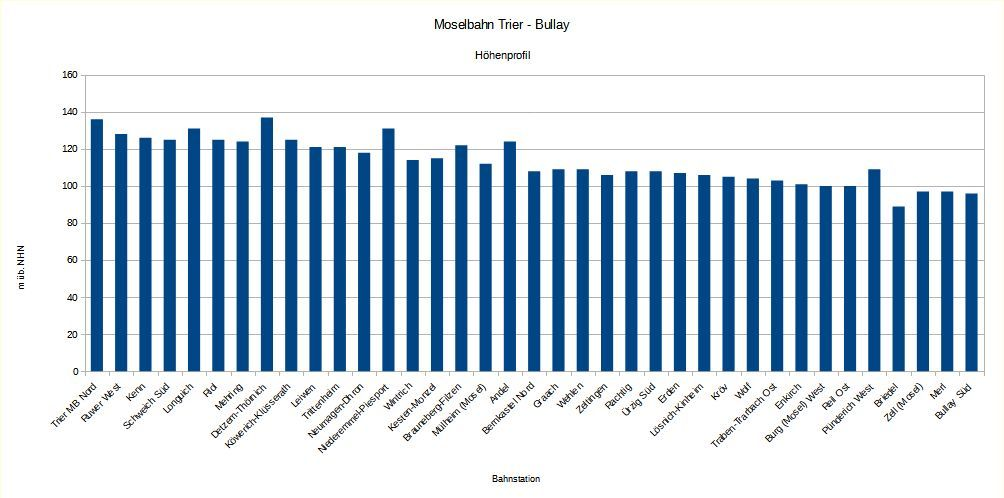
Höhenprofil

| Streckenverlauf |                      |                                                    |                                                    |
| Streckennummer (DB): | 9310                 |                                                    |                                                    |
| Kursbuchstrecke: | 263g(1946)           |                                                    |                                                    |
| Streckenlänge: | 102,2 km             |                                                    |                                                    |
| Spurweite: | 1435 mm (Normalspur) |                                                    |                                                    |
| |                      |                                                    |                                                    |
| \| \| \| Obermoselstrecke von Thionville \| \| \| \| \| Saarstrecke von Saarbrücken \| \| \| \| \| Trier Hbf \| 136 m \| \| \| −0,5 \| Trier MB Nord \| 136 m \| \| \| 0,0 \| Trier MB \| Trier MB \| \| \| \| Trier Hbf Nord (Abzw) \| \| \| \| \| Moselstrecke von Bullay, Mosel \| \| \| \| \| ab 1966 von Trier Hbf \| \| \| \| 3,5 \| Hochwaldbahn nach Türkismühle \| Hochwaldbahn nach Türkismühle \| \| \| 4,5 \| Ruwer West \| 128 m \| \| \| 7,5 \| Kenn \| 126 m \| \| \| 10,1 \| Schweich Süd \| 125 m \| \| \| \| A 1 \| \| \| \| 12,0 \| Longuich \| 131 m \| \| \| 14,6 \| Riol \| 125 m \| \| \| 16,9 \| Mehring \| 124 m \| \| \| 23,0 \| Detzem-Thörnich \| 137 m \| \| \| 25,6 \| Köwerich-Klüsserath \| 125 m \| \| \| 28,5 \| Leiwen \| 121 m \| \| \| 31,2 \| Trittenheim \| 121 m \| \| \| 35,0 \| Neumagen-Dhron \| 118 m \| \| \| 39,2 \| Niederemmel-Piesport \| 131 m \| \| \| 41,7 \| Minheim, Haltepunkt \| Minheim, Haltepunkt \| \| \| 44,8 \| Wintrich \| 114 m \| \| \| 46,3 \| Kesten-Monzel \| 115 m \| \| \| 48,3 \| Brauneberg-Filzen \| 122 m \| \| \| 50,7 \| Mülheim (Mosel) \| 112 m \| \| \| 53,4 \| Andel \| 124 m \| \| \| 56,0 \| Bernkastel Nord \| 108 m \| \| \| 57,9 \| Graach \| 109 m \| \| \| 59,8 \| Wehlen \| 109 m \| \| \| 62,5 \| Zeltingen \| 106 m \| \| \| 63,5 \| Rachtig \| 108 m \| \| \| 65,4 \| Ürzig Süd \| 108 m \| \| \| 66,5 \| Erden \| 107 m \| \| \| 68,7 \| Lösnich-Kinheim \| 106 m \| \| \| 72,5 \| Kröv \| 105 m \| \| \| 74,1 \| Wolf \| 104 m \| \| \| 77,9 \| Traben-Trarbach Ost \| 103 m \| \| \| 83,1 \| Enkirch \| 101 m \| \| \| 86,1 \| Burg (Mosel) West \| 100 m \| \| \| 87,3 \| Reil Ost \| 100 m \| \| \| 89,8 \| Pünderich West \| 109 m \| \| \| 93,0 \| Briedel \| 89 m \| \| \| 95,8 \| Zell (Mosel), Brücke \| Zell (Mosel), Brücke \| \| \| 97,0 \| Zell (Mosel) \| 97 m \| \| \| 98,6 \| Merl \| 97 m \| \| \| \| \| \| \| \| \| Doppelstockbrücke (Bullay), Moselstrecke von Trier \| \| \| \| \| \| \| \| \| 101,7 \| Bullay Süd \| 96 m \| \| \| \| Bullay DB \| 113 m \| \| \| \| zuletzt nach Bullay DB (Sägefahrt) \| \| \| \| \| \| \| \| \| \| Moselstrecke nach Treis \| \| \| \| \| \| \| \| Quellen: [1] \| \| \| \| |                      |                                                    |                                                    |
| Strecke |                      | Obermoselstrecke von Thionville                    | Obermoselstrecke von Thionville                    |
| Abzweig geradeaus und von rechts |                      | Saarstrecke von Saarbrücken                        | Saarstrecke von Saarbrücken                        |
| Bahnhof |                      | Trier Hbf                                          | 136 m                                              |
| Strecke · Haltepunkt / Haltestelle Streckenanfang (Strecke außer Betrieb) | −0,5                 | Trier MB Nord                                      | 136 m                                              |
| Strecke · Bahnhof (Strecke außer Betrieb) | 0,0                  | Trier MB                                           | Trier MB                                           |
| Blockstelle · Strecke (außer Betrieb) |                      | Trier Hbf Nord (Abzw)                              | Trier Hbf Nord (Abzw)                              |
| Abzweig ehemals geradeaus und nach links · Kreuzung geradeaus unten (Strecke geradeaus außer Betrieb) · Strecke unter Wasserlauf Anfang Hochstrecke, Ende Hochstrecke und quer |                      | Moselstrecke von Bullay, Mosel                     | Moselstrecke von Bullay, Mosel                     |
| Abzweig geradeaus und nach links (Strecke außer Betrieb) · Abzweig geradeaus und von rechts (Strecke außer Betrieb) |                      | ab 1966 von Trier Hbf                              | ab 1966 von Trier Hbf                              |
| Strecke nach rechts (außer Betrieb) · Strecke (außer Betrieb) | 3,5                  | Hochwaldbahn nach Türkismühle                      | Hochwaldbahn nach Türkismühle                      |
| Bahnhof (Strecke außer Betrieb) | 4,5                  | Ruwer West                                         | 128 m                                              |
| Bahnhof (Strecke außer Betrieb) | 7,5                  | Kenn                                               | 126 m                                              |
| Bahnhof (Strecke außer Betrieb) | 10,1                 | Schweich Süd                                       | 125 m                                              |
| Strecke mit Straßenbrücke (Strecke außer Betrieb) |                      | A 1                                                | A 1                                                |
| Bahnhof (Strecke außer Betrieb) | 12,0                 | Longuich                                           | 131 m                                              |
| Bahnhof (Strecke außer Betrieb) | 14,6                 | Riol                                               | 125 m                                              |
| Bahnhof (Strecke außer Betrieb) | 16,9                 | Mehring                                            | 124 m                                              |
| Bahnhof (Strecke außer Betrieb) | 23,0                 | Detzem-Thörnich                                    | 137 m                                              |
| Bahnhof (Strecke außer Betrieb) | 25,6                 | Köwerich-Klüsserath                                | 125 m                                              |
| Bahnhof (Strecke außer Betrieb) | 28,5                 | Leiwen                                             | 121 m                                              |
| Haltepunkt / Haltestelle (Strecke außer Betrieb) | 31,2                 | Trittenheim                                        | 121 m                                              |
| Bahnhof (Strecke außer Betrieb) | 35,0                 | Neumagen-Dhron                                     | 118 m                                              |
| Bahnhof (Strecke außer Betrieb) | 39,2                 | Niederemmel-Piesport                               | 131 m                                              |
| Bahnhof (Strecke außer Betrieb) | 41,7                 | Minheim, Haltepunkt                                | Minheim, Haltepunkt                                |
| Bahnhof (Strecke außer Betrieb) | 44,8                 | Wintrich                                           | 114 m                                              |
| Bahnhof (Strecke außer Betrieb) | 46,3                 | Kesten-Monzel                                      | 115 m                                              |
| Bahnhof (Strecke außer Betrieb) | 48,3                 | Brauneberg-Filzen                                  | 122 m                                              |
| Bahnhof (Strecke außer Betrieb) | 50,7                 | Mülheim (Mosel)                                    | 112 m                                              |
| Bahnhof (Strecke außer Betrieb) | 53,4                 | Andel                                              | 124 m                                              |
| Bahnhof (Strecke außer Betrieb) | 56,0                 | Bernkastel Nord                                    | 108 m                                              |
| Bahnhof (Strecke außer Betrieb) | 57,9                 | Graach                                             | 109 m                                              |
| Bahnhof (Strecke außer Betrieb) | 59,8                 | Wehlen                                             | 109 m                                              |
| Bahnhof (Strecke außer Betrieb) | 62,5                 | Zeltingen                                          | 106 m                                              |
| Haltepunkt / Haltestelle (Strecke außer Betrieb) | 63,5                 | Rachtig                                            | 108 m                                              |
| Bahnhof (Strecke außer Betrieb) | 65,4                 | Ürzig Süd                                          | 108 m                                              |
| Bahnhof (Strecke außer Betrieb) | 66,5                 | Erden                                              | 107 m                                              |
| Bahnhof (Strecke außer Betrieb) | 68,7                 | Lösnich-Kinheim                                    | 106 m                                              |
| Haltepunkt / Haltestelle (Strecke außer Betrieb) | 72,5                 | Kröv                                               | 105 m                                              |
| Bahnhof (Strecke außer Betrieb) | 74,1                 | Wolf                                               | 104 m                                              |
| Bahnhof (Strecke außer Betrieb) | 77,9                 | Traben-Trarbach Ost                                | 103 m                                              |
| Bahnhof (Strecke außer Betrieb) | 83,1                 | Enkirch                                            | 101 m                                              |
| Bahnhof (Strecke außer Betrieb) | 86,1                 | Burg (Mosel) West                                  | 100 m                                              |
| Haltepunkt / Haltestelle (Strecke außer Betrieb) | 87,3                 | Reil Ost                                           | 100 m                                              |
| Bahnhof (Strecke außer Betrieb) | 89,8                 | Pünderich West                                     | 109 m                                              |
| Bahnhof (Strecke außer Betrieb) | 93,0                 | Briedel                                            | 89 m                                               |
| Haltepunkt / Haltestelle (Strecke außer Betrieb) | 95,8                 | Zell (Mosel), Brücke                               | Zell (Mosel), Brücke                               |
| Bahnhof (Strecke außer Betrieb) | 97,0                 | Zell (Mosel)                                       | 97 m                                               |
| Bahnhof (Strecke außer Betrieb) | 98,6                 | Merl                                               | 97 m                                               |
| |                      |                                                    |                                                    |
| Strecke von links · Kreuzung (Strecke geradeaus außer Betrieb) |                      | Doppelstockbrücke (Bullay), Moselstrecke von Trier | Doppelstockbrücke (Bullay), Moselstrecke von Trier |
| |                      |                                                    |                                                    |
| Strecke · Bahnhof (Strecke außer Betrieb) | 101,7                | Bullay Süd                                         | 96 m                                               |
| Bahnhof · Strecke (außer Betrieb) |                      | Bullay DB                                          | 113 m                                              |
| Abzweig geradeaus und ehemals nach links · Abzweig geradeaus und von rechts (Strecke außer Betrieb) |                      | zuletzt nach Bullay DB (Sägefahrt)                 | zuletzt nach Bullay DB (Sägefahrt)                 |
| Strecke |                      |                                                    |                                                    |
| Strecke |                      | Moselstrecke nach Treis                            | Moselstrecke nach Treis                            |
| |                      |                                                    |                                                    |
| Quellen: |                      |                                                    |                                                    |

Die Moselbahn (auch Moseltalbahn) war eine am 31. Dezember 1962 stillgelegte, rechts der Mosel gelegene 102 km lange Kleinbahnstrecke von Trier nach Bullay, die der damaligen Moselbahn AG gehörte.

## Geschichte

### Planung und Bau
Die 1878/79 eröffnete, überwiegend links der Mosel gelegene Verbindung von Koblenz nach Trier (Moselstrecke) verläuft zwischen Trier und Bullay nicht durch das Moseltal, sondern nimmt einen kürzeren Weg durch die Wittlicher Senke, sodass die am Fluss gelegenen Städte Bernkastel-Kues und Traben-Trarbach durch 1883 erbaute Stichbahnen an das Schienennetz angeschlossen werden mussten. Die restlichen Ortschaften des Moseltals blieben vorerst ohne Bahnanschluss, obwohl durch Weinbau und den aufkommenden Fremdenverkehr bereits ein Verkehrsinteresse bestand.
Nach jahrelangen Planungen, die zunächst eine Schmalspurbahn vorsahen, gründeten schließlich am 12. April 1899 einige Bankhäuser und die Westdeutsche Eisenbahn-Gesellschaft (WeEG) in Köln die Moselbahn AG. Die WeEG und ihre Nachfolgerinnen – Vereinigte Kleinbahnen AG und Deutsche Eisenbahn-Gesellschaft – übernahmen die Betriebsführung, die auch die Kleinbahn Philippsheim–Binsfeld in der Eifel umfasste. In den 1920er-Jahren erlangte die AG für Verkehrswesen (AGV) die Mehrheit der Aktien, 1940 waren es fast 95 %. Diese Aktien veräußerte die AGV im Jahre 1962 an das Land Rheinland-Pfalz.
Die ersten Bauarbeiten begannen im Frühjahr 1900, vorerst noch als Meterspurbahn. Da sich die Moselbahn bereiterklärte, die zusätzlichen Kosten eines normalspurigen Ausbaus zu tragen, wurde doch noch der normalspurige Bau beschlossen. Insbesondere das Militär hatte sich dafür ausgesprochen, so war auch die Nutzung der Strecke in Kriegszeiten als Umleiterstrecke bereits in der Konzession enthalten. Am 2. April 1903 begann der Betrieb von Trier, wo sich die Endstation vor dem Staatsbahnhof auf der Straße befand, bis Leiwen. Eine Eröffnungsfeier fand erst am 28. Mai 1903 statt, als die Züge bis Niederemmel weiterfahren konnten. Zum Jahresende hatte der Schienenstrang am 29. Dezember 1903 den Bahnhof Andel (heute Stadtteil von Bernkastel-Kues) erreicht, wo der Betriebsmittelpunkt angelegt wurde. Erst am 15. März 1904 wurde bis Bernkastel gefahren und am 19. August 1905 das letzte Teilstück bis Bullay vollendet. Nur hier und in Ruwer bestanden Gleisverbindungen zur Staatsbahn. Der Bahnbau wurde aber wesentlich teurer als geplant, sodass neben den zunächst 6 Millionen Mark von der Moselbahn insgesamt noch weitere 10 Millionen Mark aufgenommen werden mussten.

### Betrieb
Die Kleinbahn verfügte über 38 Stationen mit zahlreichen Bahnhofsgebäuden unterschiedlicher Größe und Ausstattung, auch in Orten, die von der Staatsbahn berührt wurden. Einige Staatsbahnhöfe an der Moselstrecke tragen heute noch den zur Unterscheidung eingeführten Namenszusatz „Reichsbahn“ bzw. „DB“ für „Deutsche (Bundes-)Bahn“, z. B. „Schweich DB“, weil es für denselben Ort auch einen Bahnhof der Kleinbahn gab. Diese Stationen trugen dann ihrerseits den Zusatz „Kleinbahn“ (1914 und 1927), „Moseltalbahn“ (1939) sowie etwa seit 1943 Nord, Ost, Süd oder West.
Da die Moseltalbahn durch viele bekannte Weinbauorte an der Mosel verlief, unter anderem Bernkastel, Trarbach und Zell, wurde sie im Volksmund auch als „Saufbähnchen“ bezeichnet – In den Zügen wurde als Touristenattraktion sogar Wein serviert, mit den entsprechenden Folgen für die Stimmung der Fahrgäste, die Kurt Tucholsky 1930 augenzwinkernd beschrieb.
„Bähnchen“ hießen die Züge auch deshalb, weil sie ein relativ langsames Verkehrsmittel waren: Die 1905 vier Stunden dauernde Fahrt entlang der ganzen Strecke, was einer Durchschnittsgeschwindigkeit von 25 km/h entspricht, konnte auch nach fünfzig Jahren nur wenig verkürzt werden. Selbst die seit den 1950er-Jahren überwiegend eingesetzten Dieseltriebwagen waren nicht viel schneller.
In Kriegszeiten wurden Reichsbahnzüge über die Moselbahn umgeleitet. Und als nach Kriegsende 1945 die Moselstrecke wegen gesprengter Brücken zwischen Trier und Eller – also fast zur Hälfte – außer Betrieb war, fuhren die Züge der Moselbahn bis April 1947 von Trier Nord über die gesamte Kleinbahnstrecke nach Bullay Reichsbahnhof und noch eine Station weiter bis Neef, von wo die Reisenden zu einer Fähre gingen, um auf dem linken Moselufer im Bahnhof Eller wieder einen Zug besteigen zu können. Da es keine durchgehende Gleisverbindung von der Moselbahn auf die Reichsbahngleise in Richtung Neef gab, mussten die Züge im Bahnhofsbereich von Bullay zweimal kopfmachen.

### Zwischenfälle
Relativ häufig waren Entgleisungen, was zum Teil auch Geröllschlag und Rutschungen aus den Steilhängen im Moseltal geschuldet war.
In der Nacht vom 3. auf den 4. März 1906 fuhr ein Leerzug zwischen Wolf und Kindel in einen Bergrutsch und entgleiste. Die Lokomotive kippte in die Mosel und der Lokomotivführer ertrank.

Am 10. Juni 1951 kam es zu einem schweren Eisenbahnunfall an einem Bahnübergang bei Kenn. 15 Menschen starben, 20 weitere wurden schwer und 13 leicht verletzt, als auf einem unbeschrankten Bahnübergang ein Zug mit einem Bahnbus kollidierte. 
Ein weiterer schwerer Unfall ereignete sich am 1. November 1951, als eine Mallet-Lok und ein Wismarer Triebwagen zwischen Longuich und Kirsch zusammenstießen. Vier Menschen starben und 96 weitere wurden verletzt.

### Stilllegung
Steigende Kosten bei sehr niedrigen Fahrpreisen führten nach der Währungsreform zu finanziellen Schwierigkeiten. Zudem verursachte das Hochwasser 1955 hohe Kosten für die Wiederherstellung der Strecke. Bereits 1957 wurde ein Stilllegungsantrag für die Gesamtstrecke gestellt, dem jedoch nicht stattgegeben wurde. Stattdessen sprang das Land Rheinland-Pfalz durch finanzielle Zuwendungen ein, ohne jedoch eine durchgreifende Modernisierung der Strecke zu veranlassen. Obwohl das Land Rheinland-Pfalz zwischenzeitlich fast hundertprozentiger Aktionär der Moselbahn AG geworden war, wurde die Strecke zwischen 1961 und 1968 – gegen den Widerstand der Bevölkerung – schrittweise schließlich doch stillgelegt. Es begann am 30. September 1961 mit der Einstellung des Personenverkehrs auf dem Abschnitt von Bullay bis Traben-Trarbach, dem dann am 31. Dezember 1962 die anschließende Strecke bis Niederemmel-Piesport folgte, auf der auch der Güterverkehr von Bullay her wegfiel.
Am 22. Mai 1966 endete der Gesamtverkehr zwischen Niederemmel-Piesport und Neumagen-Dhron. Die Triebwagenzüge auf der verbliebenen Strecke bis Trier wurden nunmehr in den dortigen Hauptbahnhof eingeführt. Aber seit dem 1. Februar 1968 ruhte der Verkehr auch hier; nur der Güterverkehr zwischen Ruwer West und Trier wurde noch einige Jahre lang aufrechterhalten. Die bis heute entlang der Metternichstraße in Trier Nord verbliebenen Bahngleise der Moselbahn dienten mit ihren zahlreichen Abzweigungen bis in die 1980er-Jahre als Industriegleise, die den Stadtteil mit der Moselstrecke und der Hochwaldbahn verbanden. Auch in Bullay Süd wurde noch das Anschlussgleis zum Raiffeisenlager – allerdings durch die Deutsche Bundesbahn – bedient.
Der Abbau der Kleinbahn ermöglichte in manchen Gemeinden einen besseren Zugang zum Fluss und die Anlage oder Verbreiterung von Uferstraßen. Andererseits verlor das Moseltal mit der Kleinbahn eine besondere Attraktion für den Fremdenverkehr. Besonders beachtenswert ist, dass die Moselbahn selbst die Gleise abtransportierte. Diese wurden im Kohlenbergbau in Nordrhein-Westfalen weiterverwendet.
In Trier dienten die an der Metternichstraße, Am Grüneberg und der Ruwerer Straße verbliebenen Bahngleise der Moselbahn (4,6 km Länge) mit ihren zahlreichen Abzweigungen bis in die 1990er-Jahre als Industriegleise, welche die Stadtteile Trier-Ruwer und Trier-Nord mit der Moselstrecke und der Hochwaldbahn verbanden. Im Jahr 2022 wurden die ungenutzten Gleise zugunsten eines Radwegs abgebaut.

## Heutiger Zustand
Die Trasse der Moselbahn wurde zu einem großen Teil in einen Radweg umgewandelt. Bis auf einige repräsentative Bahnhofsgebäude (zum Beispiel in Bernkastel-Kues, Trier-Ruwer oder Köwerich) ist fast nichts mehr von der Strecke erhalten. Vielerorts findet sich noch eine Bahnhofstraße.
In Bullay ist ein altes Gleisstück von zirka zehn Metern übrig geblieben, es befindet sich direkt an der Hauptstraße in der Gleisunterführung in der Nähe der Wirtschaft „Alter Bahnhof“. In Neumagen-Dhron sind nördlich des ehemaligen Bahnhofs zwei weitere Reststücke erhalten geblieben.

## Fahrzeuge
Zur Eröffnung besaß die Moselbahn zwei vierachsige Mallet-Lokomotiven von Hohenzollern (Lok 1 und 2), wovon die erste den Namen MOSEL trug, und vier zweifach gekuppelte Lokomotiven mit Vorlaufachse von Humboldt (Lok 3 bis 6). Die beiden Malletlokomotiven und zwei der Humboldt-Maschinen blieben immer auf der Moselbahn. Lok 5 kam über die Teutoburger Wald Eisenbahn zur Guhrauer Kreisbahn AG. So kam sie zur Deutschen Reichsbahn, wo sie zwar kaum eingesetzt wurde, aber dennoch die Nummer 70 6401 erhielt. Lok 6 war von 1909 bis 1916 bei einer anderen WeEG-Bahn im Einsatz, nach ihrer Rückkehr trug sie die Nummer 10. 1905 kamen kurzzeitig eine gebrauchte zweiachsige Lok dazu (Lok 7), so wie fabrikneu eine den Humboldt-Lokomotiven baugleiche Lok (Lok 8) und eine weitere Malletlok, die vorher bei der Filderbahn im Einsatz gewesen war (Lok 9).
Im Jahr 1909 wurden zwei Lokomotiven gegen drei leichtere getauscht, um Betriebskosten zu senken. Eine der neuen Lokomotiven war von der Braunschweig-Schöninger Eisenbahn (Lok 7II), die beiden anderen waren fabrikneu von der Maschinenfabrik Esslingen mit Kittel-Stehkessel (Lok 6II und 10).
1936/1937 erhielt die Moselbahn drei Triebwagen von der Waggonfabrik Wismar vom Typ Mosel. 1951 verunglückten zwei dieser Triebwagen und mussten ausgemustert werden. 1952 kam als Ersatz ein gebrauchter Triebwagen gleichen Typs hinzu. Ein weiterer gebrauchter Doppel-Triebwagen kam von der Farge-Vegesacker Eisenbahn. Neu wurden 1952 und 1955 insgesamt drei Esslinger Triebwagen beschafft.

## Bilder

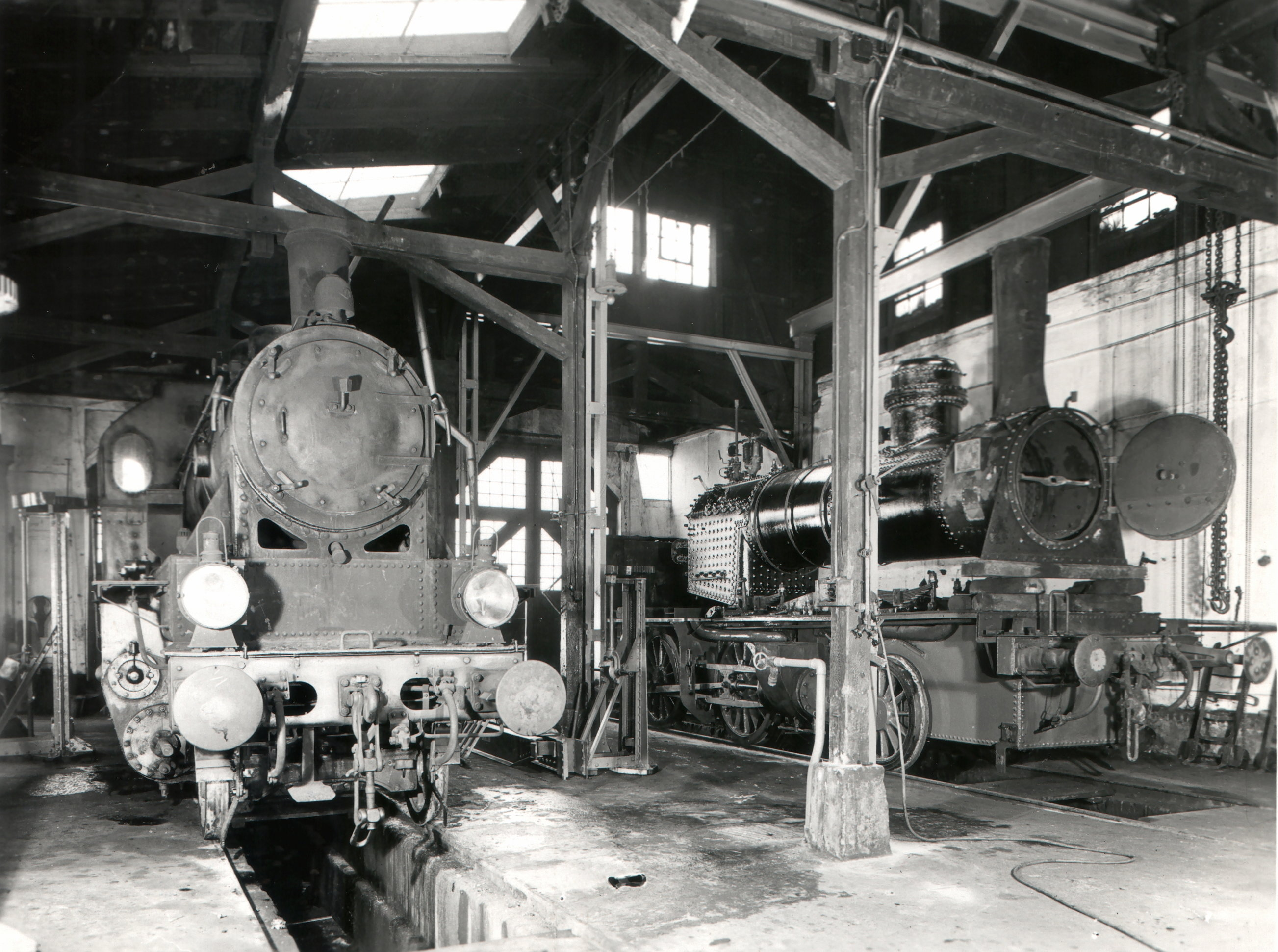
Ehemaliges Moselbahn-Reparaturwerk in Andel, 1930er Jahre
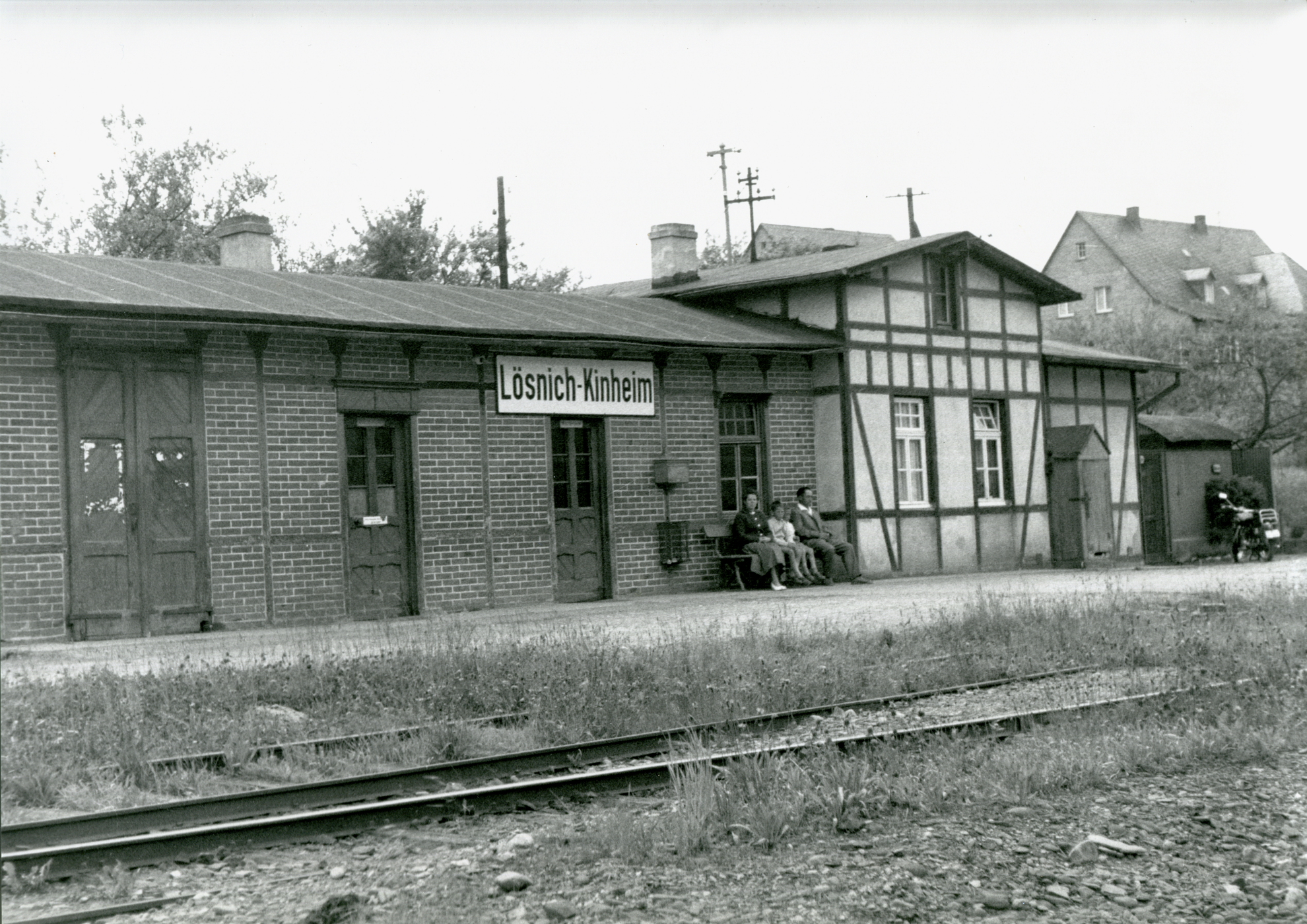
Das mittlerweile abgerissene Bahnhofsgebäude Lösnich-Kinheim (1963)
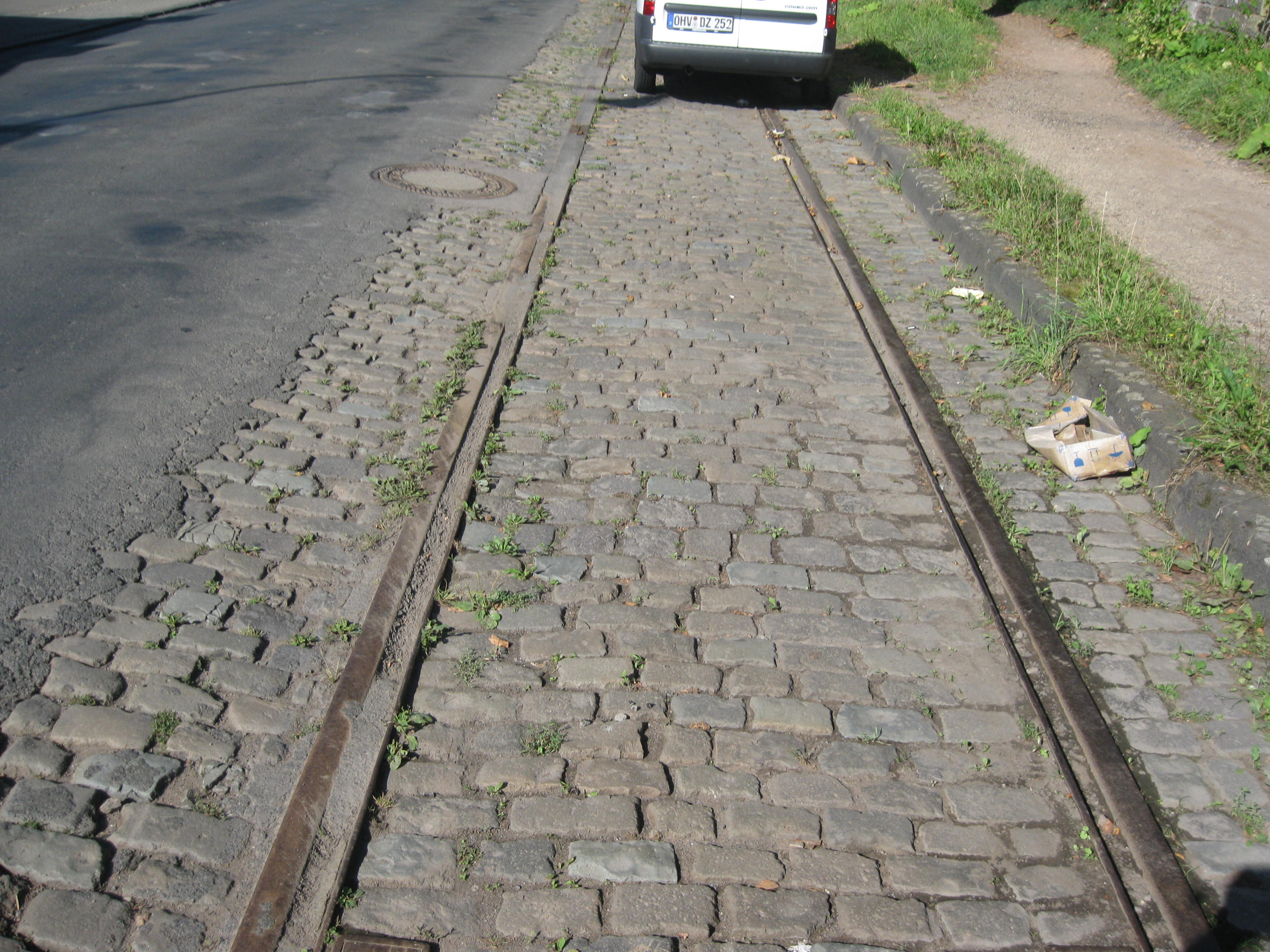
Gleisreste in der Kürenzer Straße in Trier (2009)
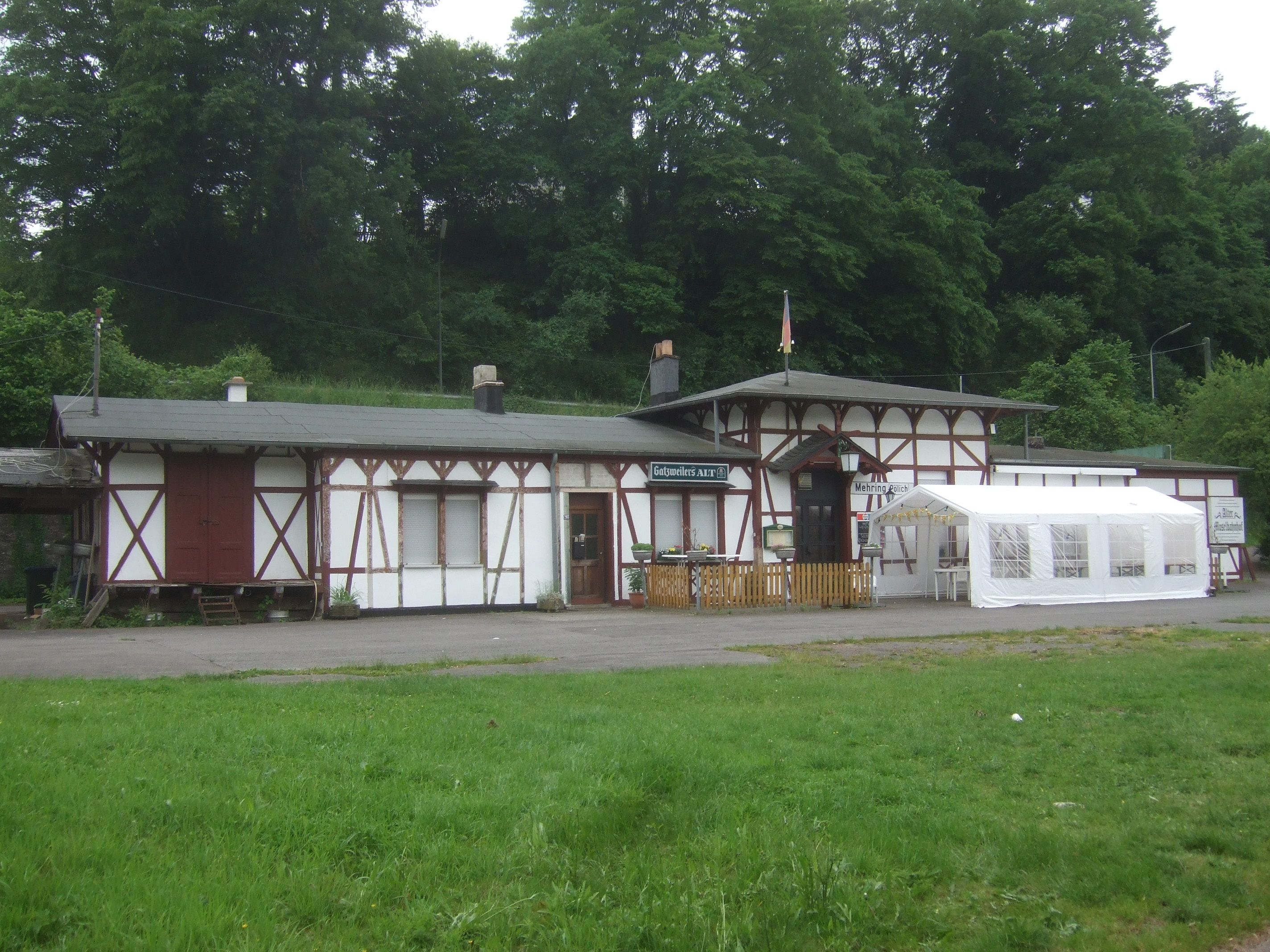
Ehemaliges Bahnhofsgebäude in Mehring (2009)
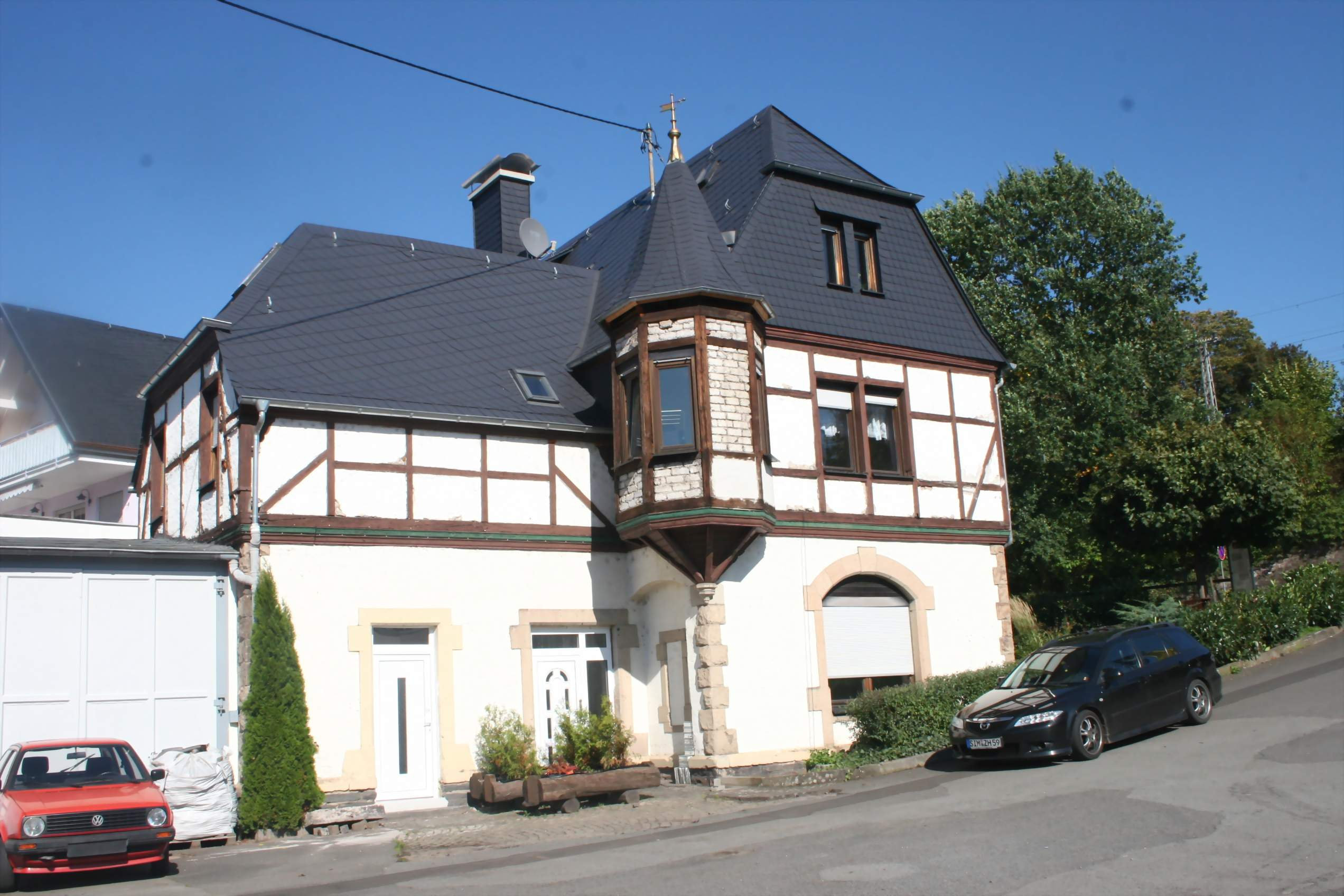
Empfangsgebäude Bahnhof Bullay Süd der Moselbahn (2010)
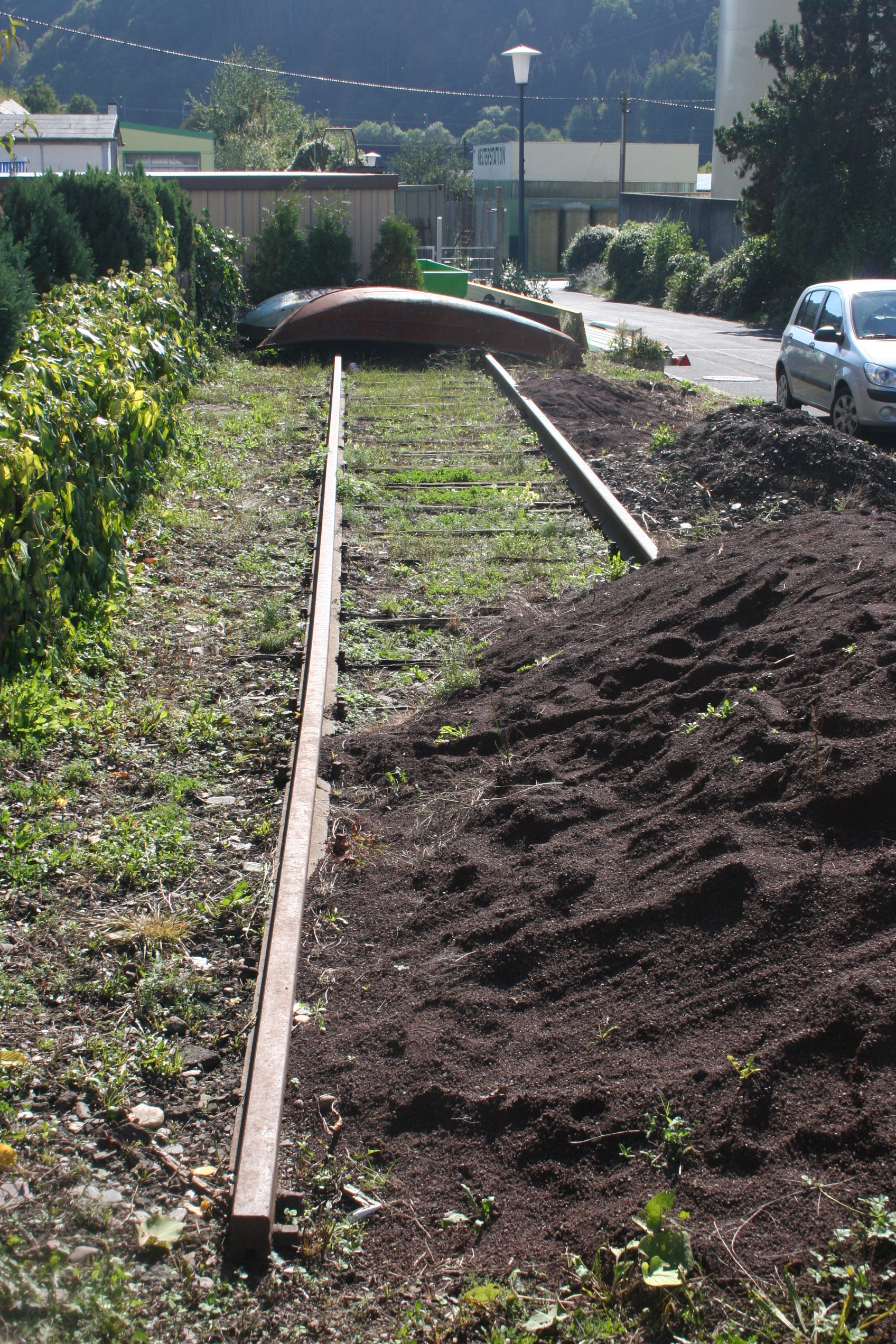
Gleisreste in Bullay (2010)
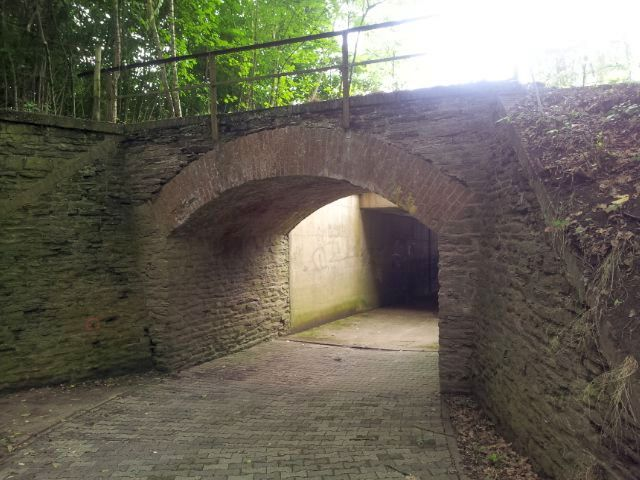
Brücke der ehemaligen Moselbahn in Trier-Ruwer (2014)